# EX-210
La EX-210 es una carretera de titularidad de la Junta de Extremadura. Su categoría es intercomarcal. La denominación es   EX-210 , de Palomas a   EX-103 .

## Historia de la carretera
La denominación   EX-210 , en la modificación de la nomenclatura de las carreteras de la Junta de Extremadura de 1997, se aplicaba al tramo entre Palomas y Retamal de Llerena, siendo el tramo entre esta localidad y la   EX-103  denominado como   EX-211 .
Posteriormente, después del acuerdo entre la Junta de Extremadura y las respectivas Diputaciones Provinciales por el que se produjo la transferencia de carreteras, la   EX-210  pasó a denominar a la totalidad del tramo entre Palomas y la   EX-103 , y la clave   EX-211 , se asignó al tramo contiguo entre la   EX-103  y el límite de provincia de Córdoba por Monterrubio de la Serena.
El tramo entre Palomas y Retamal de Llerena, cuando se produjeron las transferencias de las carreteras del Estado a la Junta de Extremadura, correspondía con la BA-620 y, análogamente, el tramo entre Retamal de Llerena y la   EX-103 , a la BA-621.

## Inicio
El inicio está en la glorieta intersección de las carreteras   EX-212 ,   EX-334  y   EX-335 , cerca de la localidad de Palomas. (38°41′28″N 6°08′18″O / 38.691006, -6.138336)

## Final
El final está en la carretera   EX-103 . (38°32′27″N 5°49′01″O / 38.540961, -5.816858)

## Trazado, localidades y carreteras enlazadas
La longitud real de la carretera es de 38.380 m, de los que la totalidad discurren en la provincia de Badajoz.
Su desarrollo es el siguiente:
| P. K.           | HITO                                                              |
| --------------- | ----------------------------------------------------------------- |
| 0+000           | Inicio. Intersección glorieta EX-212 / EX-334 / EX-335 (Palomas). |
| 0+000 - 0+300   | Travesía de Palomas                                               |
| 0+400           | Intersección Calzada Real Leonesa                                 |
| 3+670 - 4+890   | Travesía de Puebla de la Reina                                    |
| 3+860           | Glorieta intersección EX-344 (Hornachos).                         |
| 4+100 - 4+120   | Puente sobre arroyo Tamujar                                       |
| 7+860 - 7+900   | Puente sobre río Palomillas                                       |
| 12+390          | Intersección BA-113 (Valle de la Serena)                          |
| 21+080          | Puerto del Moro                                                   |
| 32+740 - 33+490 | Travesía de Retamal de Llerena                                    |
| 33+030          | Intersección BA-119 (Hornachos)                                   |
| 33+460          | Intersección BA-118 (Zalamea de la Serena)                        |
| 38+120 - 38+270 | Puente sobre río Guadámez                                         |
| 38+380          | Fin. EX-103                                                       |

## Otros datos de interés
(IMD, estructuras singulares, tramos desdoblados, etc.).
La carretera tiene una plataforma de 8 metros, con dos carriles de 3 metros y dos arcenes de 1 metro.
Los datos sobre Intensidades Medias Diarias en el año 2006 son los siguientes:
| P. K.  | IMD   | Ligeros | Pesados | % Pesados |
| ------ | ----- | ------- | ------- | --------- |
| 2+000  | 1.186 | 1.105   | 81      | 6,8       |
| 10+200 | 253   | 224     | 29      | 11,6      |
| 13+200 | 288   | 237     | 51      | 17,6      |

## Evolución futura de la carretera
La carretera se encuentra acondicionada dentro de las actuaciones previstas en el Plan Regional de Carreteras de Extremadura.